# Tế bào rỗng

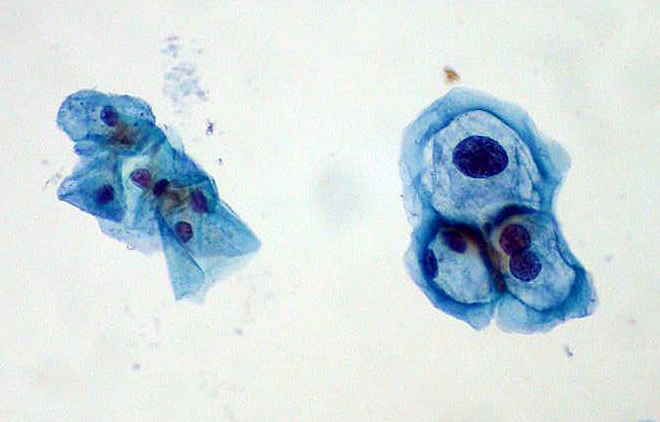
Phết tế bào cổ tử cung (xét nghiệp Pap) với nhóm tế bào cổ tử cung bình thường (bên trái) và nhóm tế bào bị nhiễm vi rút HPV cho thấy các đặc điểm điển hình của tế bào rỗng: nhân to (gấp 2 hoặc gấp 3 lần) và tăng sản sắc tố.

Tế bào rỗng (tiếng Anh: koilocyte) là tế bào biểu mô vảy đã trải qua một số thay đổi cấu trúc, nguyên nhân là do sự lây nhiễm tế bào với virus papilloma ở người.

## Quá trình hình thành tế bào rỗng
Trong tiếng Anh, koilocytosis, koilocytic atypia, koilocytotic atypia là những thuật ngữ được sử dụng trong mô học và tế bào bệnh học để mô tả quá trình hình thành tế bào rỗng trong mẫu trích.
Tế bào rỗng có những thay đổi trong tế bào với các biến đổi hình thái như sau:
- Nhân tế bào phình ra (gấp hai đến ba lần kích thước bình thường).
- Đường viền màng nhân bất thường
- Có vùng tối hơn bình thường trong nhân, được gọi là loạn sản sắc tố.
- Thấy quầng sáng nằm xung quanh hạt nhân hoặc tế bào chất hạt nhân.

Nói chung, các loại thay đổi này được gọi là hiệu ứng tế bào học; nhiều loại hiệu ứng tế bào học nhìn thấy ở nhiều loại tế bào khác nhau bị nhiễm nhiều loại virus.
Khi kiểm tra các mẫu tế bào học, hình thành tế bào rỗng thể nhẹ có đặc trưng của ASC-US (tế bào vảy không điển hình - không có ý nghĩa chẩn đoán). Một tế bào rỗng có nhân sắc tố đậm và kích thước lớn, mức độ thanh lọc tế bào chất cao hơn với quầng sáng ngoại vi rõ ràng là yếu tố chẩn đoán LSIL (tổn thương nội mô mức độ thấp).
Tế bào rỗng tìm thấy trong các tổn thương tiền ung thư ở cổ tử cung, miệng và hậu môn.

## Nguyên nhân
Tế bào rống xuất hiện khi tồn tại virus papilloma ở người, đôi khi có thể dẫn đến tân sinh trong biểu mô cổ tử cung. Nếu không được điều trị có thể tiến triển thành ung thư ác tính.